# Shad Gaspard
Shad Gaspard (New York, 13 gennaio 1981 – Los Angeles, 17 maggio 2020) è stato un wrestler statunitense, noto per i suoi trascorsi nella World Wrestling Entertainment. Assieme a JTG formava il tag team The Cryme Tyme.

## Carriera

### Inizi
Shad era il terzo figlio di Benjamin Gaspard, una ex guardia di sicurezza.
Oltre alla carriera di wrestler, ha anche lavorato come guardia del corpo di numerose celebrità, come rapper e attori, compresi Puff Daddy, Cuba Gooding Jr. e Mike Tyson.
Shad è stato arrestato diverse volte per aggressione in luoghi come New York, New Jersey, Florida, Kentucky, Ohio, Georgia, Illinois e California, per saccheggi e razzie in Georgia, e per traffico di droga in Atlanta.

### Ohio Valley Wrestling
Shad ha debuttato in OVW nel 2003 sotto il ring name di Da Beast. inizialmente ha lavorato come guardia del corpo di Kenny Bolin fino a quando non è stato messo in un Tag Team con Carly Colón in febbraio nel 2004.
Quando Carly Colón abbandonò la OVW, Shad iniziò a far coppia con Osama, Mike Mondo, Ken Doane e Ryan Wilson. Anche in coppia con JTG, con cui formerà il tag nominato Cryme Tyme vincendo in due occasioni il OVW Southern Tag Team Championship.
Più tardi, entrambi sarebbero stati chiamati a far parte del roster della World Wrestling Entertainment RAW, dove tentano più volte, inutilmente, a conquistare il World Tag Team Championship

### SmackDown e split (2009-2010)
I Cryme Time passarono a SmackDown con il WWE Draft Supplementare 2009. Nella puntata di Smackdown del 2 aprile 2010, Shad effettuò un Turn Heel, attaccando JTG dopo aver perso il loro tag team match contro R-Truth e John Morrison, sancendo la fine della squadra. In quell'occasione Shad si fece schienare molto facilmente nonostante, come dimostrò nell'attacco a JTG, fosse in ottima forma. Nella puntata di Superstars del 22
Shad Gaspard venne spedito in FCW a causa del poco spazio avuto nello show di SmackDown! e per migliorare le sue tecniche. Il 19 novembre 2010 viene licenziato dalla WWE.

### Circuito indipendente (2010-2020)
Il 5 febbraio 2011 combatte per la Inoki Genome Federation, in tag team con Bobby Lashley. Il duo venne sconfitto dal tag team Eric Hammer e Atsushi Sawada.

## Morte
Il 17 maggio 2020, mentre si trovava a Venice Beach, in California, fu trasportato al largo da una forte corrente insieme al figlio di dieci anni, come da indicazioni del padre il figlio venne messo in salvo per primo dai bagnini, e da quel momento si persero le sue tracce. Il 19 maggio, le autorità sospesero le ricerche e nella notte tra il 19 e il 20 maggio, sulla spiaggia di Venice Beach, fu rinvenuto il suo cadavere.

## Personaggio

### Mosse finali
- Shad Taking Over / Thugnificent (Standing STO)

### Manager
- Kenny Bolin
- Nurse Lulu
- Mo' Green

## Titoli e riconoscimenti
- NWA Wildside
  - NWA Wildside Tag Team Championship (1) – con JTG

- Fighting Evolution Wrestling
  - FEW Tag Team Championship (1) – con JTG

- Ohio Valley Wrestling
  - OVW Southern Tag Team Championship (2) – con The Neighborhoodie/JTG

- Pro Wrestling Illustrated
  - 85° tra i 500 migliori wrestler secondo PWI 500 (2010)
  - Inspirational Wrestler of the Year (2020)

- Superstars of Wrestling Federation
  - SWF Tag Team Championship (1) – con JTG

- VIP Wrestling
  - VIP Tag Team Championship (1) – con JTG

- World Wrestling Alliance
  - WWA Tag Team Championship (1) – con JTG

- WWE
  - Warrior Award (edizione 2022)[7]

- Wrestling Observer Newsletter
  - Shad Gaspard/Jon Huber Memorial Award (2020)